# کنفدراسیون راین
ایالات متحده راین (به آلمانی: Rheinische Bundesstaaten، به فرانسوی: États confédérés du Rhin) یا به طور خلاصه کنفدراسیون راین کنفدراسیونی از ایالت‌های تابع امپراتوری اول فرانسه بود. این کنفدراسیون متشکل از ۱۶ ایالت آلمانی بود که ناپلئون بناپارت پس از شکست فرانتس دوم و الکساندر یکم -امپراتوران امپراتوری مقدس روم و روسیه- در نبرد استرلیتس برپاداشت. پیمان پرسبورگ تشکیل این کنفدراسیون را به پیش برد. 
اعضای این کنفدراسیون شاهزادگان آلمانی بودند، طول عمر آن از ۱۸۰۶ تا ۱۸۱۳ میلادی بود. 